# 北京孙中山行馆

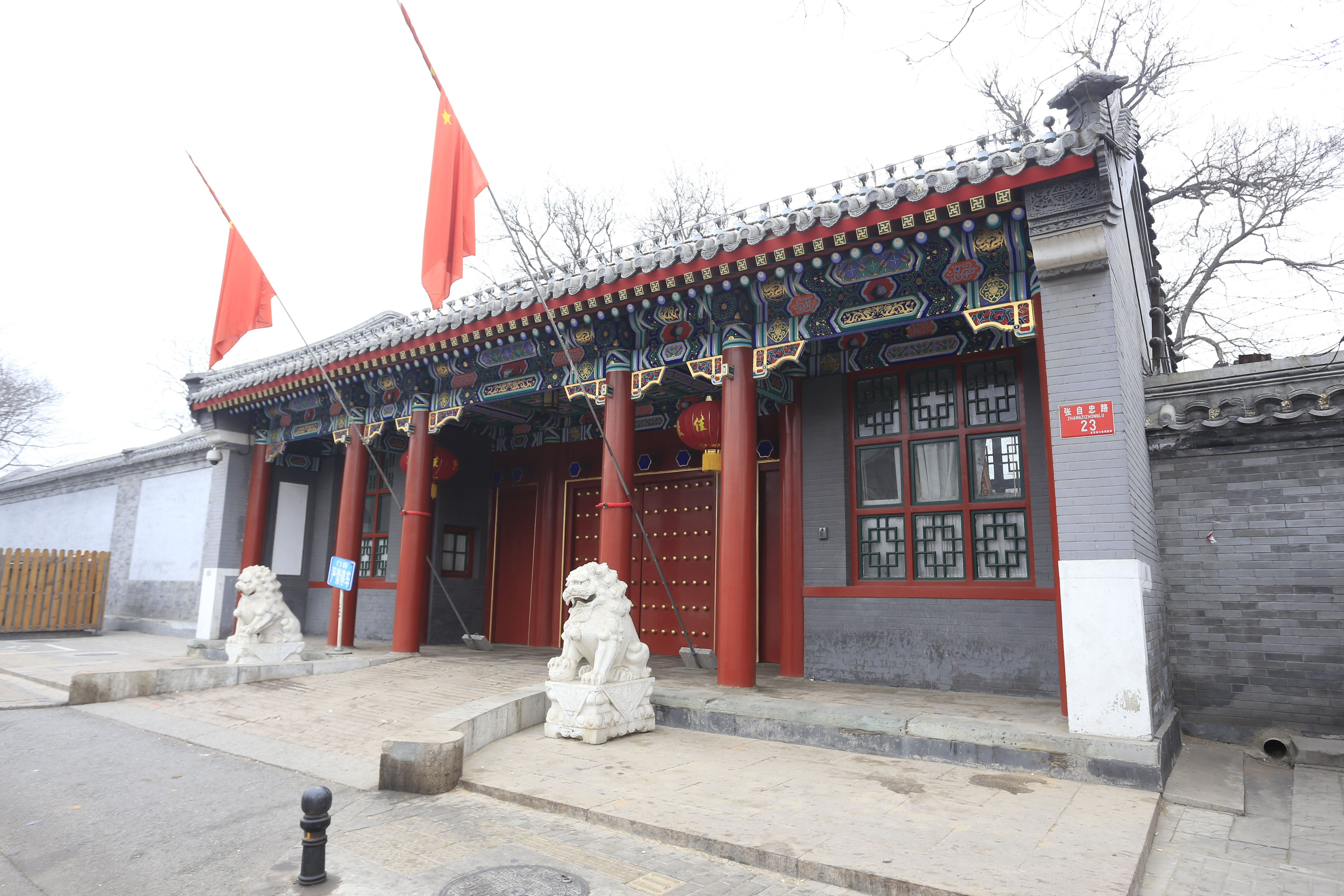
张自忠路23号大门

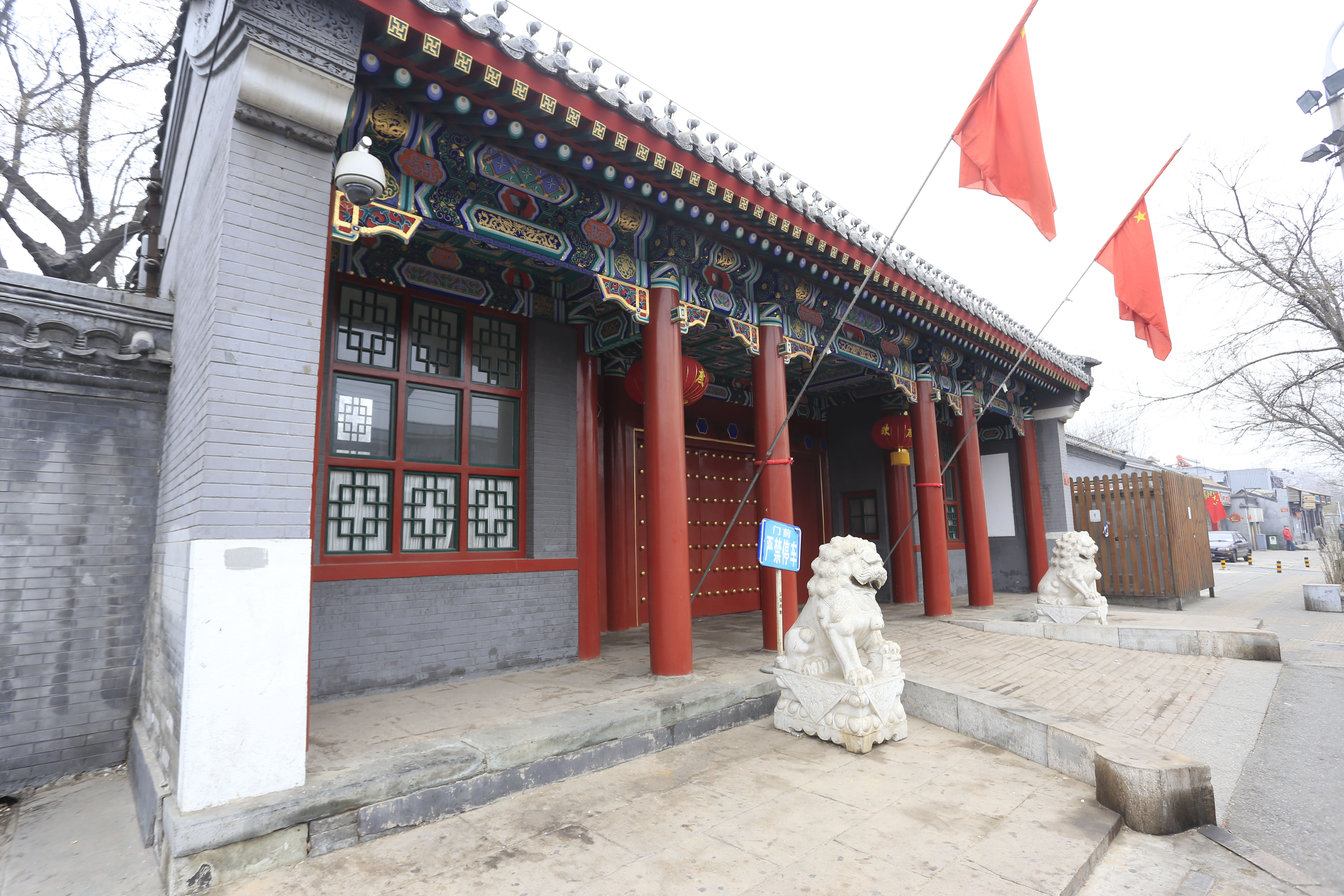
张自忠路23号大门

孙中山行馆，位于北京市东城区交道口街道张自忠路23号，是孙中山于1924年扶病北上在北京商谈国是所住的行辕，也是孙中山逝世纪念地。

## 简介
孙中山行馆西近交道口南大街，东邻北剪子巷，北近府学胡同。这处宅园大约建于清朝后期，后来被中华民国时期外交总长顾维钧购为私宅（门牌号是铁狮子胡同5号），改建较多。
1924年12月31日，孙中山应邀扶病抵达北京，随即下榻北京饭店，从1925年1月1日至1月26日一直在北京饭店居住。1月26日，孙中山病发，入住北京协和医院，手术打开腹腔后被诊断为肝癌晚期，已无法医治。2月18日，孙中山住进铁狮子胡同的顾维钧私宅，寓居此宅西院第二进院落的北房，继续接受诊疗，但病情日益沉重。2月22日，孙科、宋子文、何香凝、张继、李烈钧、汪精卫、孔祥熙等人请示孙中山立遗嘱。2月24日，孙中山病情恶化，在征得其夫人宋庆龄同意之后，孙科、宋子文、孔祥熙、汪精卫走进该居室，将预先写好的三个遗嘱念给孙中山听，即国事遗嘱、家事遗嘱、致苏联书。
3月11日，何香凝见孙中山瞳孔散光，急忙告知宋庆龄，宋庆龄亲自用手握着孙中山的手腕，在上述三张遗嘱上悉簽下“孙文”二字。孙中山临终前最后一句话是“和平、奋斗、救中国。”3月12日上午9时25分，孙中山在该居室病逝，享年59岁。孙中山先生治丧委员会决定在该居室门口悬挂“孙中山先生逝世纪念室”匾额。
1984年5月24日，此地被公布为北京市文物保护单位。2006年，被列为第六批全国重点文物保护单位。现为部队单位使用。

## 建筑
孙中山行馆的建筑面积大约1500平方米。整个建筑坐北朝南，原来分为三路院落：东路为花园，西路和中路为住宅。房屋都采用砖木结构，四周有回廊，硬山合瓦清水脊屋面。花园内设有叠石假山，建有亭轩，种植树木。
孙中山行馆内的“孙中山先生逝世纪念室”是内外套间，中间有雕刻精美的落地花罩。室内外陈设十分简单朴素。如今，该室门口依然悬挂“孙中山先生逝世纪念室”匾额，外间西墙上嵌有一块长方形的汉白玉刻石“中华民国十四年三月十二日上午九时二十五分孙中山先生在此终”，刻石上方悬挂着孙中山遗像，遗像右侧镜框列中是“总理遗嘱”，左侧镜框内为“致苏联书”，靠墙摆放的条案上放有《建国方略》、《中山全书》等孙中山著作。